# Фейсал
Фейсал (араб. فیصل‎) — арабское мужское имя, означающее «судья, государь».

## Известные носители
- Фейсал I (1883—1933) — основатель и первый король современного Ирака.
- Фейсал II (1935—1958) — последний король Ирака из династии Хашимитов.
- Фейсал аль-Файез (род. 1952) — премьер-министр Иордании.
- Фейсал бин Турки (1864—1913) — султан Маската и Омана.
- Фейсал ибн Абдул-Азиз Аль Сауд (1906—1975) — третий король Саудовской Аравии из династии Саудитов.
- Фейсал ибн Турки (1785—1865) — второй эмир второго Саудовского государства.

## Другое
- Мечеть Фейсала
- Фейсалабад
- Файсалия